# Colforsin
Colforsin (INN) là một dẫn xuất tan trong nước của forskolin.